# Frederick Lubin
Frederick Lubin (23 augustus 2004) is een Brits autocoureur.

## Carrière

### Formule 4
Lubin begon zijn autosportcarrière in het karting op veertienjarige leeftijd. In 2020 maakte hij de overstap naar het formuleracing en nam hij voor het TRS Arden Junior Team deel aan het Brits Formule 4-kampioenschap. Hij kende een redelijk debuutseizoen waarin hij in 21 van de 26 races in de top 10 eindigde, maar geen enkele podiumfinish behaalde. Met 111 punten werd hij negende in het klassement. Ook kwam hij in aanmerking voor het rookiekampioenschap, waarin hij zes overwinningen behaalde en in dertien andere races op het podium eindigde. Met 435 punten werd hij achter Christian Mansell tweede in deze klasse.

### GB3
In 2021 stapte Lubin over naar het Britse Formule 3-kampioenschap, dat halverwege het jaar van naam veranderde naar het GB3 Championship, waarin hij zijn samenwerking met Arden voortzette. Hij begon het seizoen goed met puntenfinishes in de eerste zes races, maar hierna kreeg hij de diagnose myocarditis, waardoor hij de daaropvolgende twee raceweekenden moest missen. Hij keerde terug in de vijfde ronde op het Snetterton Motor Racing Circuit. In de rest van het seizoen verbeterden zijn resultaten gestaag en in de laatste weekenden op het Oulton Park Circuit en Donington Park stond hij op het podium. Met 263 punten werd hij elfde in het kampioenschap.

### Euroformula Open
Lubin begon het jaar 2022 in het Formula Regional Asian Championship bij Evans GP, waarin hij in drie van de vijf raceweekenden reed. Vervolgens stapte hij over naar de Euroformula Open en reed hij hierin voor het team Team Motopark. In het eerste weekend op het Autódromo do Estoril behaalde hij direct twee podiumplaatsen. Ook op de Hungaroring, het Autodromo Internazionale Enzo e Dino Ferrari (tweemaal) en het Autodromo Nazionale Monza (tweemaal) stond hij op het podium. In het laatste weekend op het Circuit de Barcelona-Catalunya behaalde hij nog een podiumfinish, voordat hij de seizoensfinale wist te winnen. Met 293 punten werd hij achter Oliver Goethe, Vladislav Lomko en Christian Mansell vierde in de eindstand.

### Sportwagens
Eind 2022 reed Lubin voor het eerst in de sportwagens toen hij op het Bahrain International Circuit voor het team Vector Sport een test uitvoerde in het kader van het FIA World Endurance Championship (WEC). In het seizoen 2023 kwam hij voor United Autosports uit in de LMP2-klasse van het WEC. Hij deelde de auto met Philip Hanson en Filipe Albuquerque. In de eerste race, de 1000 mijl van Sebring, behaalde hij direct zijn eerste overwinning in het kampioenschap.